# مستوى كمالية السلامة
مستوى كمالية السلامة (بالإنجليزية: Safety Integrity Level (SIL))‏ هو معيار لمستوى النقص في المخاطر المعطاة بواسطة دالة السلامة. يعتبر هذا المقياس هاما في المنشأت الصناعية وبشكل خاص النووية، الطبية والنفطية.
تم تعريف 4 مستويات كمالية السلامة في الوقت الحاضر في كل من النظامين - الأميريكي والأوروبي. يمكن استعمال التعبيرين خطر أو مخاطر في سياق هذا الموضوع.

## عملية التحقق
يمكن التحقق من مستوى السلامة الكمالي بعدة طرق أهمها:
- مصفوفة الخطر.
- رسم الخطر
- تحليل طبقات الحماية (LOPA)

## النظام الأوروبي
تعرف اللجنة الكهروفنية الدولية هذا المستوى في معيار IEC 61508 على لائحة من قسمين:كمال سلامة العتاد وكمال سلامة الأنظمة. أي أن على الجهاز أو النظام أن يلبي كلا الشرطين للوصول لمستوى كمالية السلامة.
الجدول التالي يمثل المستويات الأربعة:
| SIL | PFD            | RRF            |
| --- | -------------- | -------------- |
| 1   | 0.1-0.01       | 10-100         |
| 2   | 0.01-0.001     | 100-1000       |
| 3   | 0.001-0.0001   | 1000-10,000    |
| 4   | 0.0001-0.00001 | 10,000-100,000 |

- حيث:

SIL هو مستوى كمال السلامة.
PFD هو احتمالية الفشل عند الطلب
RRF هو معامل تقليل الخطر

## المعايير الأمريكية
تستخدم المعايير الاتية:
- EN 50128
- EN 50129
- معيار الدفاع 00-56 2

## أمثلة للشركات والأنظمة
- تستعمل في المنشأات الطبية (الأدوية), النفطية والغاز غالبا المستويات 2 للتحكم و 3 للسلامة والطوارئ.
- تستعمل المنشأات النووية المستويات 3 و4 أحيانا للتحكم والسلامة.
- يعتبر نظام التحكم الموزع مثالا على المستوى SIL-2 بينما نظام ترايكونكس على SIL-3.